# Сенатов, Владимир Васильевич
Владимир Васильевич Сенатов (10 марта 1951, Москва — 22 июня 2021) — советский и российский учёный, доктор физико-математических наук, профессор МГУ.

## Биография
Родился 10 марта 1951 г. в Москве.
Окончил Московский физико-технический институт (1974) и аспирантуру Математического института им. В. А. Стеклова АН СССР. Ученик В. М. Золотарёва.
В 1977 защитил кандидатскую диссертацию на тему «Некоторые свойства метрик в пространствах вероятностных распределений».
В 1977—1992 гг. преподавал в Московском институте стали и сплавов на кафедре высшей математики. Работал также в издательстве «Советская энциклопедия», 4-м Управлении Минздрава СССР и др.
С 1992 г. в Московском государственном университете им. М. В. Ломоносова: доцент, профессор кафедры теории вероятностей механико-математического факультета.
В 1994 г. защитил докторскую диссертацию:
- Качественные эффекты в оценках скорости сходимости в центральной предельной теореме в многомерных пространствах: диссертация доктора физико-математических наук: 01.01.05. — Москва, 1992. — 323 с.

Умер 22 июня 2021 года после тяжёлой и продолжительной болезни.

## Научная деятельность
Научные интересы:
- устойчивость стохастических моделей,
- теория вероятностных метрик,
- разложения в локальных и интегральных формах центральной предельной теоремы.

Введение В. В. Сенатовым величин, названных им моментами Чебышева-Эрмита, настолько качественно продвинуло вопросы асимптотических разложений с явной оценкой точности, что после смерти Владимира Васильевича эти характеристики стали называться моментами Сенатова.

### Основные труды
- Центральная предельная теорема: точность аппроксимации и асимптотические разложения / В. В. Сенатов. — Москва: URSS: Либроком, 2009. — 350 с.; 22 см; ISBN 978-5-397-00011-6
- Качественные эффекты в оценках скорости сходимости в центральной предельной теореме в многомерных пространствах / В. В. Сенатов; Под ред. В. М. Золотарёва. — М.: Наука: МАИК «Наука», 1997. — 239 с.; 29 см. — (Труды Математического института им. В. А. Стеклова / Рос. акад. наук, ISSN ISSN 0371-9685; Т. 215).; ISBN 5-02-003705-2